# Frank Powell
Alfred Frank Powell (* Oktober 1883 in Cardiff; † zwischen 2. und 9. Dezember 1946) war ein walisischer Fußballspieler und -trainer. Als Trainer nahm der frühere Stürmer mit der chilenischen Nationalmannschaft an den Olympischen Sommerspielen 1928 in Amsterdam teil.

## Karriere
Frank Powell begann mit dem Boxen beim Glamorgan Yeomanry. Seit jungen Jahren war er aber auch immer ein Fußballspieler, der auf vielen Positionen eingesetzt werden konnte. Bei Nottingham Forest kam er hauptsächlich als Stürmer zum Einsatz, bei Pontypridd spielte Powell in einer Saison auf acht verschiedenen Positionen.
2012 wurde Frank Powell Co-Trainer bei Portsmouth und spielte noch gelegentlich selbst Fußball. Später trainierte er Cardiff City und AFC Newport County. Nach dem Ersten Weltkrieg wurde Powell Trainer bei Clapton Orient. 1928 ging Powell nach Chile. Dort trainierte er Chiles Nationalmannschaft bei den Olympischen Sommerspielen 1928. La Roja schied in der Vorrunde gegen Portugal mit 2:4 nach Verlängerung aus, gewann jedoch die Trostrunde nach einem 3:1-Sieg gegen Mexiko und einem 2:2-Unentschieden gegen Gastgeber Niederlande, das per Los zugunsten der Chilenen ausfiel.
Nach zwei Jahren bei San Luis de Quillota kehrte Powell zu Clapton Orient 1931 zurück. Zum Zeitpunkt seines Todes war Powell Vorsitzender beim Lancing Athletic FC.